# Fehérhasú havasipinty
A fehérhasú havasipinty (Onychostruthus blanfordi) a madarak (Aves) osztályának verébalakúak (Passeriformes) rendjébe, ezen belül a verébfélék (Passeridae) családja tartozó Onychostruthus nem egyetlen faja.

## Rendszerezése
A fajt Nikolai Przhevalsky orosz tábornok és geográfus írta le 1876-ban, a Montifringilla nembe Montifringilla taczanowskii néven. Sorolták a Pyrgilauda nembe Pyrgilauda taczanowskii néven is.

## Előfordulása
Ázsiában, India, Kína és Nepál területén honos. Természetes élőhelyei a mérsékelt övi gyepek, folyók és patakok környékén, sziklás környezetben. Állandó, nem vonuló faj.

## Megjelenése
Testhossza 17 centiméter, testtömege 29-36 gramm.

## Természetvédelmi helyzete
Az elterjedési területe rendkívül nagy, egyedszáma pedig stabil. A Természetvédelmi Világszövetség Vörös listáján nem fenyegetett fajként szerepel.